# Castro de Piñeiros
Castro de Piñeiros es un castro de cumbre fortificada en el municipio de Cabanas.
Es un castro de forma ovalada, con el eje mayor orientado al NL-SO. El eje mayor mide unos 90 metros y el menor 60 metros. Tiene una sola línea defensiva monumental con zonas de más de 10 metros de alto. Tiene un solo acceso en la cima que está elevada respeto a la base inferior de las defensas.